# Vlkolínec
Vlkolínec je slikovito selo grada Ružomberoka u središnjoj Slovačkoj koje je od 1993. godine upisana na UNESCO-ov popis mjesta svjetske baštine u Europi kao nedirnut primjer slovačke narodne arhitekture i srednjoeuropskog sela na sjevernim Karpatima. Selo se nalazi na nadmorskoj visini od 718 metara i rasprostire se na području od 7.97 km², s 35 stanovnika (4 / km²).
Ime sela dolazi od slovačke riječi "vlk" (vuk), a prvi put je spomenuto 1376. godine, dok je 1882. godine postalo dijelom grada Ružomberoka. Ono je najsačuvaniji kompleks građevina od drveta, koje su tipične u planinskim predjelima, u široj regiji. Selo se sastoji od 45 drvenih kuća od kojih svaka ima dvije ili tri sobe. Drveni toranj i barokna kapela su iz 18. stoljeća, a kuće br. 16. i 17. su pretvorene u Muzej folklora sa svim svakodnevnim predmetima potrebnima za seoski život.
- Seoski krajolik Vlkolineca
- Barokna kapela sa zvonikom
- Tipične kuće u selu
- Kuća br. 47.
- Unutrašnjost jedne kuće

## Vanjske poveznice
- Članak o Vlkolíncama na portalu obnova.sk - informacije (sl.)

### Ostali projekti
|  | Zajednički poslužitelj ima još gradiva o temi Vlkolínec |